# Cenobiorca
Cenobiorca - jest to osoba lub przedsiębiorstwo, które nie jest w stanie wpłynąć na wysokość ceny rynkowej danego dobra.

## Przykład
Przedsiębiorstwo jest cenobiorcą wtedy, gdy produkując daną ilość dóbr oraz ustalając daną cenę za owo dobro - nie jest w stanie zmienić ceny rynkowej tego dobra. Tym samym musi dostosować swoje ceny do sytuacji na rynku. Nie zawsze można jednoznacznie określić, czy dane przedsiębiorstwo jest cenobiorcą, z uwagi na różną sytuację rynkową.